# Coates (Gloucestershire)
Coates – wieś w Anglii, w hrabstwie Gloucestershire, w dystrykcie Cotswold. Leży 24 km na południowy wschód od miasta Gloucester i 134 km na zachód od Londynu.